# Fazenda Nova
Fazenda Nova là một đô thị thuộc bang Goiás, Brasil. Đô thị này có diện tích 1281,316 km², dân số năm 2007 là 7040 người, mật độ 5,5 người/km².